# ناثانيال أسامواه
ناثانيال أسامواه (بالإنجليزية: Nathaniel Asamoah)‏ (22 فبراير 1990 بأكرا في غانا - ) هو لاعب كرة قدم غاني في مركز الهجوم. شارك مع منتخب غانا لكرة القدم. أما مع النوادي، فقد لعب مع أشانتي كوتوكو والنجم الأحمر بلغراد ونادي الرجاء الرياضي وليجون سيتيز ونادي ميدياما.

## روابط خارجية
- ناثانيال أسامواه على موقع قاعدة بيانات كرة القدم.إي يو (الإنجليزية)
- ناثانيال أسامواه على موقع ناشيونال فوتبول تيمز (الإنجليزية)
- ناثانيال أسامواه على موقع Soccerway.com (الإنجليزية)